# Społeczeństwo militarne
Społeczeństwo militarne – społeczeństwo, którego struktura społeczna, system wartości, charakter społeczny jednostek kształtowane są przez działalność antagonistyczną i podporządkowane wymogom skutecznego prowadzenia wojny tak obronnej, jak zaczepnej.
Pojęcie wprowadzone przez Herberta Spencera, przeciwieństwo społeczeństwa produkcyjnego. Spencer wychodził z założenia, że w sytuacji konfliktów między społeczeństwami charakteryzującej zwłaszcza dawniejsze dzieje ludzkości, to społeczeństwo zwycięży, które najlepiej przystosuje swą organizację do walki. Oznacza to m.in.:
1. Zaangażowanie maksymalnej liczby swych członków w działalność militarną, a pozostałych przymuszenie do zaopatrywania walczących w środki do życia.
2. Zorganizowanie całości hierarchicznie ze scentralizowaną i  despotyczną władzą oraz nadrzędnością części walczącej nad zaopatrującą (armii i rządu nad gospodarką).
3. Podporządkowanie życia, wolności i własności jednostki interesowi społeczeństwa.
4. Kształtowanie takich wartości, ideałów religijnych i moralnych, które sprzyjają cnotom wojennym, męstwu, wytrwałości, odporności na ból.

Społeczeństwo to charakteryzuje się systemem współdziałania przymusowego, opartego na podporządkowaniu. Przykładem takiego społeczeństwa jest ludność starożytnej Sparty.